# 성난 대지
"성난 대지"는 1968년 공개된 대한민국의 영화이다.

## 배역
- 남궁원
- 윤정희
- 박병호
- 최남현
- 임성빈
- 방수일
- 김동원
- 추석양
- 한은진
- 박암
- 김영인
- 임해림
- 김기범